# سهیر رمزی
سهیر رمزی (انگلیسی: Suhair Ramzi; ۳ مارس ۱۹۵۰ –) هنرپیشه، مدل، مهماندار هواپیما اهل مصر بود. او برای اولین بار در سال ۱۹۵۶ در فیلمی حضور داشته‌است.